# 关铎
关铎（14世纪—1362年），人称关先生，元朝末年北方红巾军将领。
关铎是刘福通部将。元顺帝至正十七年（韩林儿龙凤三年，1357年）夏，奉韩林儿大宋政权命令，刘福通分兵三路北伐。中路由关铎与潘诚等、王士诚等率领，攻入河北、山西。至正十八年（韩林儿龙凤四年，1358年）六月攻克辽州（今山西省左权县），占据冀宁路（今山西省太原市），九月攻打大同路（今山西省大同市）。十二月，攻克元上都，焚烧元朝宫阙。至正十九年（韩林儿龙凤五年，1359年）正月，攻破辽阳。至正二十一年（韩林儿龙凤七年，1361年）十月，率领红巾军渡过鸭绿江，入侵元朝的属国高丽。至正二十二年（韩林儿龙凤八年，1362年）正月，关铎在高丽京城开城府战死。